# Made in Germany (Axel Rudi Pell)
Made in Germany è un album dal vivo del gruppo musicale tedesco Axel Rudi Pell, pubblicato nel 1995.

## Descrizione
Le canzoni sono state registrate a 2 concerti tenutisi il 4 febbraio 1995 ad Amburgo e il giorno seguente a Bochum, in Germania.

## Tracce
1. Talk of the Guns (Bochum)
2. Nasty Reputation (Hamburg)
3. Mistreated (Hamburg)
4. Warrior (Bochum)
5. Snake Eyes (Bochum)
6. Casbah (Bochum)
7. Call her Princess (Hamburg)
8. Fire on the Mountain (Bochum)

## Formazione
- Axel Rudi Pell - chitarra
- Jeff Scott Soto - voce
- Julie Greaux - tastiere
- Volker Krawczak - basso
- Jörg Michael - batteria